# موسى هاريسون
موسى هاريسون (بالإنجليزية: Moses Harrison)‏ هو قاضي ومحامي أمريكي، ولد في 30 مارس 1932، وتوفي في 25 أبريل 2013.